# Cinqué Lee
Cinqué Lee (Brooklyn, 24 de junio de 1966) es un actor y cineasta estadounidense.

## Biografía
Cinqué es el hermano menor del director Spike Lee y de la actriz Joie Lee. Ha trabajado en varias películas de su hermano como operador de cámara y guionista, destacando especialmente en el filme de 1994 Crooklyn. También registró apariciones como actor en School Daze (1988), Oldboy (2013), Da Sweet Blood of Jesus (2014) y She's Gotta Have It (2017) y en producciones de otros directores como Mystery Train (1989) y Coffee and Cigarettes (2003), entre otras.
Ha producido y dirigido los filmes Nowhere Fast (1997), Sink Like a Stone (2000), UR4 Given (2004), Window on Your Present (2010) y Burn Out the Day (2010).

## Filmografía

### Como director
- 2010 - Burn Out the Day
- 2010 - Window on Your Present
- 2004 - UR4 Given
- 2000 - Sink Like a Stone (corto)
- 1995 - Nowhere Fast

### Como actor
- 2017 - She's Gotta Have It
- 2014 - Da Sweet Blood of Jesus
- 2014 - River of Fundament
- 2013 - Días de venganza
- 2010 - Burn Out the Day
- 2010 - Beck
- 2007 - Rapturious
- 2007 - The Devil's Muse
- 2006 - Law & Order: Criminal Intent
- 2006 - Delirious
- 2004 - UR4 Given
- 2003 - Coffee and Cigarettes
- 2002 - People Are Dead
- 2002 - Between 2 Worlds (corto)
- 2000 - Limousine Drive
- 1996 - Lowball
- 1995 - Nowhere Fast
- 1989 - Coffee and Cigarettes II (corto)
- 1989 - Mystery Train
- 1988 - School Daze